# Благовірний
Благові́рні (грец. ενσεβής) — лик православних святих із монархів, прославлених церквою за праведне життя й не стосовних до мучеників і страстотерпців. Споконвічно застосовувався у Візантійській імперії при канонізації імператорів та їхніх дружин Константинопольским Патріархатом, потім ця традиція була підхоплена й іншими помісними церквами, зокрема використовуватися і в Російській церкві, яка в лику святих канонізувала, зокрема, таких діячів як Олександр Невський (у 1547) та Андрій Боголюбський (у 1721).

## Список благовірних святих
- Ярослав Мудрий ‎
- Андрій Боголюбський ‎
- Аскольд ‎
- Нестор-літописець ‎
- Володимир Святославич ‎
- Кипріан (митрополит Київський)
- Ольга (княгиня) ‎
- Олександр Невський ‎
- Ярополк Ізяславич ‎
- Петро Конашевич-Сагайдачний ‎ (канонізований в ПЦУ)
- Костянтин Василь Острозький ‎
- Фотій (митрополит Київський) ‎
- Петро Ратенський ‎
- Юстиніан I ‎
- Братковський Данило Богданович
- Володимир Василькович
- Федір Острозький
- Гольшанська Юліана Юріївна ‎
- Ігор Ольгович